# L'Étang-Salé
L'Étang-Salé, toujours appelée Étang-Salé, est une commune française, située dans le département et région de La Réunion.
Ses habitants sont appelés les Étang-Saléens ou les Dominicains en raison de la paroisse Saint-Dominique.

## Géographie

### Localisation
La commune est limitrophe des Avirons et de Saint-Louis, situés respectivement au nord et à l'est de celle-ci.
Elle compte sur son territoire une belle forêt littorale, la forêt de l'Étang-Salé. Ceci explique sa devise : « Entre mer et forêt ».
L'Étang-Salé doit son nom à un petit plan d'eau autrefois alimenté par les marais. À sa place, aujourd'hui un bel étang, royaume des enfants, des petits pêcheurs et des modèles réduits.
La commune se partage entre trois zones : la station balnéaire, le centre-ville, et les hameaux des hauts, ainsi qu'un vaste arrière-pays montagneux.
La longue plage de sable noir n'est pas son moindre atout. Autrefois, la modeste bourgade était appelée « village » par les gens du Sud. On y allait en vacances en août. Le reste de l'année, l'endroit redevenait le royaume des familles pêcheurs « canotte ». Après la forêt, restaurée par l'ONF, on entre dans le centre-ville, aux cours encombrées de fruitiers et de fleurs. Plus hauts se rencontrent des hameaux de moyenne altitudes, les Canots, le Maniron, la Ravine Sèche, le Cap, Lambert...

## Urbanisme

### Typologie
Étang-Salé est une commune urbaine, car elle fait partie des communes denses ou de densité intermédiaire, au sens de la grille communale de densité de l'Insee,,,. Elle appartient à l'unité urbaine de L'Étang-Salé, une agglomération intra-départementale regroupant 2 communes et 25 774 habitants en 2022, dont elle est la ville-centre,.
Par ailleurs, la commune fait partie de l'aire d'attraction de Saint-Paul, dont elle est une commune du pôle principal. Cette aire, qui regroupe 5 communes, est catégorisée dans les aires de 50 000 à moins de 200 000 habitants,.
La commune, bordée par l'océan Indien au sud-ouest, est également une commune littorale au sens de la loi du 3 janvier 1986, dite loi littoral. Des dispositions spécifiques d’urbanisme s’y appliquent dès lors afin de préserver les espaces naturels, les sites, les paysages et l’équilibre écologique du littoral, par exemple le principe d'inconstructibilité, en dehors des espaces urbanisés, sur la bande littorale des 100 mètres, ou plus si le plan local d’urbanisme le prévoit,.

## Histoire
Son nom vient d’un petit étang anciennement formé par la mer. Celui-ci n'existe plus. Il a été asséché puis reconstitué un peu plus loin (il est situé maintenant près des résidences « cité pétrole »).
C'est seulement au début du XVIIIe siècle que les premiers colons s'installèrent à l'Étang-Salé, à Ravine Sèche plus précisément.
Sur le littoral, quelques cases constituaient un petit hameau de pêcheurs dont la seule ressource terrestre était la culture des sables couverts de pastèques.
À la fin du XIXe siècle, le service des Eaux et Forêt plantera des milliers de filaos afin de couvrir les dunes et de retenir le sable. La naissance de la commune de l’Étang-Salé (le 8 janvier 1894) s’effectue au moment où la colonie traverse une crise sans précédent. La Première Guerre mondiale la sauve du marasme grâce à l’augmentation du cours du sucre. Mais faute d’industrie sucrière, l’Étang-Salé n’en tire qu’un bien maigre profit et la crise repart de plus belle dès 1930.
Certains habitants tentent de créer de nouvelles activités et d’y implanter de petites unités industrielles. En 1921, on y installe une saline. On y produit de la chaux pour les besoins de l’industrie sucrière. Le corail est prélevé de façon anarchique dans le bassin Pirogue. Ces deux activités s’arrêtent en 1948.
En 1920, c’est Octave Bénard qui est élu maire. Il le restera 42 ans.
D’une population de 2 498 habitants lors de sa création, la commune de l’Étang-Salé connait une progression incontestable après la Première Guerre mondiale. Cependant, il lui faudra près de 60 ans pour voir sa population doubler.
Depuis les années 1960, l’objectif est de faire de l’Étang-Salé-les-Bains une station balnéaire. En février 1969, le golf club de Bourbon y installe un parcours de neuf trous qui servira de pare-feu pour la forêt. Un nouveau parcours est inauguré en 1991.
Dans le secteur de l’emploi, deux zones industrielles entrent en activité (zone des Dunes et zone des Sables).

## Politique et administration

### Rattachements administratifs et électoraux
L'Étang-Salé appartient à l’arrondissement de Saint-Pierre et au canton de L'Étang-Salé. Depuis le redécoupage cantonal de 2014, ce dernier s'est vu adjoindre Les Avirons et une fraction de Saint-Leu. En 2016, selon les données légales de l'INSEE, il compte 29 981 habitants.
Pour l’élection des députés, la commune fait partie de la septième circonscription de La Réunion, représentée depuis 2018 par Jean-Luc Poudroux (OR/app. LR).

### Intercommunalité
La commune a quitté la CCSUD et rejoint la future CIVIS le 26 décembre 2002. Cette communauté d'agglomération regroupe 6 communes du sud de l'île et compte 179 356 habitants en 2016.

## Démographie
L'évolution du nombre d'habitants est connue à travers les recensements de la population effectués dans la commune depuis 1961, premier recensement postérieur à la départementalisation de 1946. À partir de 2006, les populations de référence des communes sont publiées annuellement par l'Insee. Le recensement repose désormais sur une collecte d'information annuelle, concernant successivement tous les territoires communaux au cours d'une période de cinq ans. Pour les communes de plus de 10 000 habitants les recensements ont lieu chaque année à la suite d'une enquête par sondage auprès d'un échantillon d'adresses représentant 8 % de leurs logements, contrairement aux autres communes qui ont un recensement réel tous les cinq ans,.

En 2022, la commune comptait 14 329 habitants, en évolution de +0,7 % par rapport à 2016 (La Réunion : +3,33 %, France hors Mayotte : +2,11 %).
| 1961  | 1967  | 1974  | 1982  | 1990  | 1999   | 2006   | 2011   | 2016   |
| ----- | ----- | ----- | ----- | ----- | ------ | ------ | ------ | ------ |
| 5 672 | 6 510 | 6 610 | 7 479 | 8 769 | 11 755 | 13 266 | 13 530 | 14 230 |

| 2021   | 2022   | - | - | - | - | - | - | - |
| ------ | ------ | - | - | - | - | - | - | - |
| 13 836 | 14 329 | - | - | - | - | - | - | - |

## Infrastructures
On trouve sur le territoire communal un collège public, le collège Simon Lucas, qui compte plus de 800 élèves scolarisés. Un second collège public, le collège Aimé Césaire, a été mis en service à la rentrée 2008. Il n'y a pas de lycée mais on trouve cependant 10 écoles primaires.

## Culture et patrimoine

### Lieux de cultes
- Église Saint-Dominique de L'Étang-Salé. L'église est dédiée à saint Dominique.
- Église Sainte-Thérèse-de-l'Enfant-Jésus de L'Étang-Salé. L'église est dédiée à sainte Thérèse de l'Enfant-Jésus.

### Espace naturel

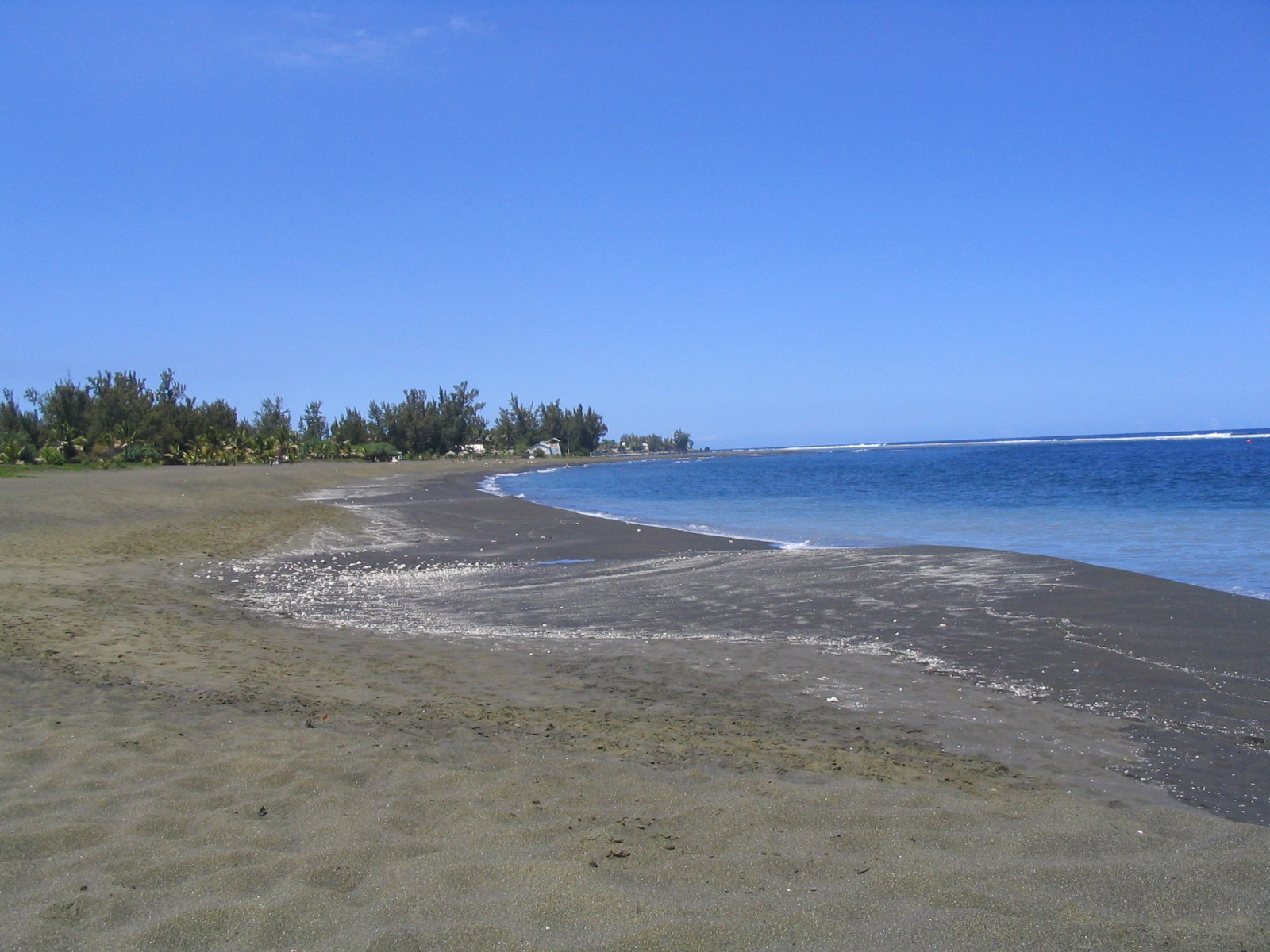
La plage de sable noir de L'Étang-Salé.

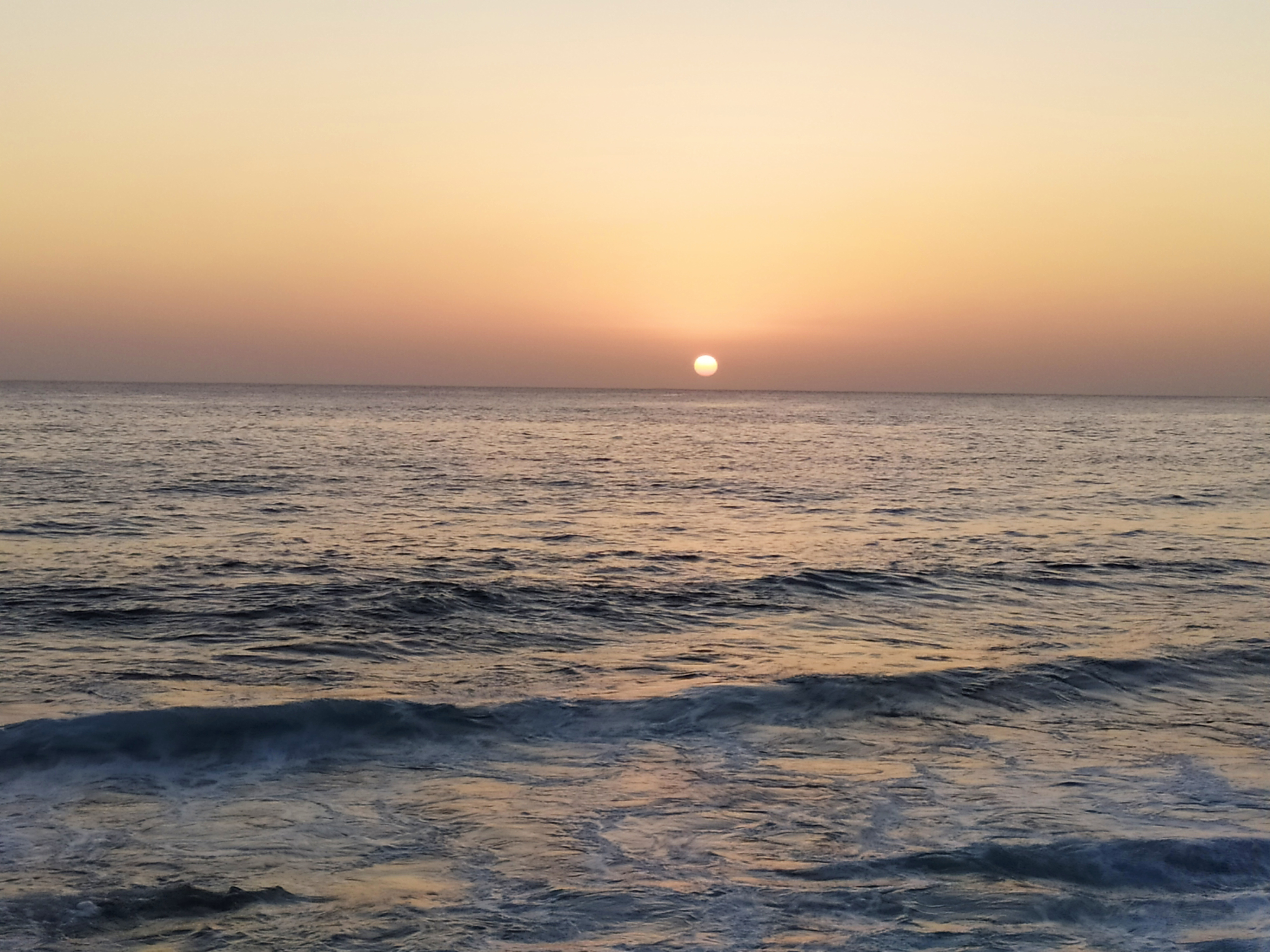

- Le Gouffre, un couloir rocheux sur le littoral.
- La plage de sable noir.
- Croc Parc, la ferme des crocodiles.
- Golf de Bourbon, 18 trous, créé dans les années 1960[17].
- La forêt de L’Etang Salé[18], idéale pour la pratique sportive, elle est le lieu de nombreuses courses pédestres liées à sa facilité d’accessibilité.
- AkOatys [19], parc aquatique.

#### Plage de L’Étang-Salé

##### Filets anti requin
La Réunion fait face aujourd’hui au risque requin.
En 2013, par suite d’une attaque de requin à l’Etang-Salé qui fait perdre la jambe à l’un de ses baigneurs, la plage se vide peu à peu faisant perdre nombreux clients aux commerçants ; des mesures sont alors prises par la municipalité afin de rendre de nouveau la plage attractive.
En décembre 2013, la mairie annonce la pose de filets anti-requins ayant déjà été testé aux plages de Boucan Canot et Roche noire. C’est en avril 2014 que les filets sont installés pour la somme de 120.000 euros. Cette installation consiste en une zone de baignade sécurisée par 100m de filets sur une zone de 50m de largeur. Chaque matin, une inspection des filets est réalisée ainsi qu’un point météo sur les courants et la houle prévue dans la journée. Si toutes les conditions ne sont pas réunies la baignade est alors interdite, les filets sont baissés afin d’éviter de les abimer et les drapeaux rouges hissés.
En février 2019, un nouveau dispositif a été présenté : le « Shark safe barrier ». Déjà testé en Afrique du Sud, ce dispositif ressemble à une immense forêt d’algue composé de matériaux et aimants qui émettent des ondes électro magnétiques ce qui fait fuir les requins.  Cette invention va être testée durant deux ans sur les plages de l’Etang Salé et de Saint Paul. Si le résultat est concluant, le dispositif sera étendu sur l’ensemble de l’île.

## Personnalités
- Michel Admette, chanteur né en 1937.

### Héraldique
| Blason | Blasonnement : D'argent à la papangue en vol de sable, chaussé d'argent chargé de quatre vagues d'azur. |

## Images

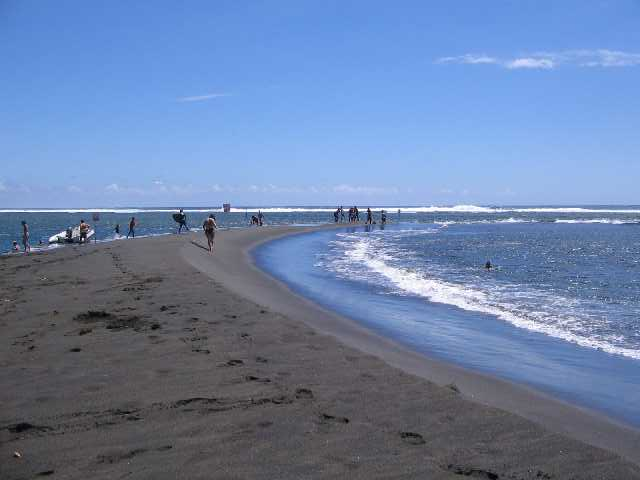
La plage d'Étang-Salé.
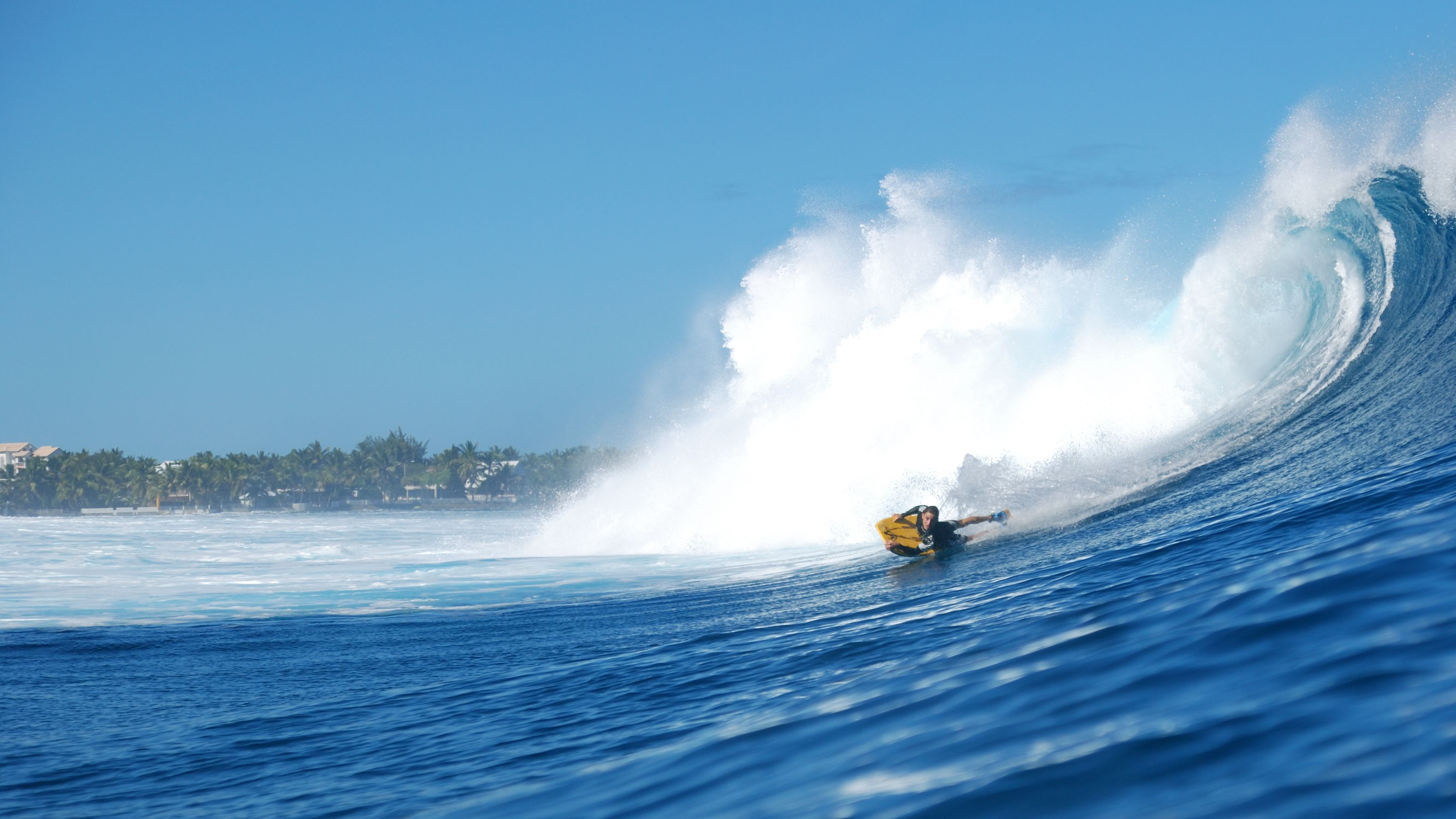
Surfer à L'Étang-Salé.
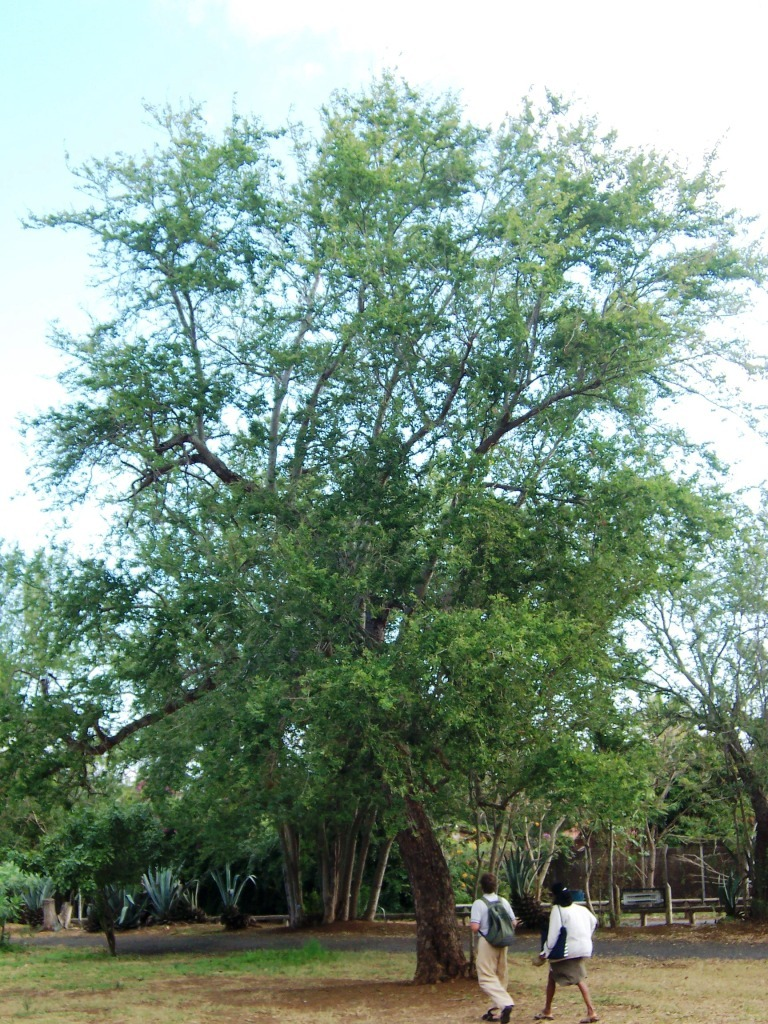
Forêt d'Étang-Salé.
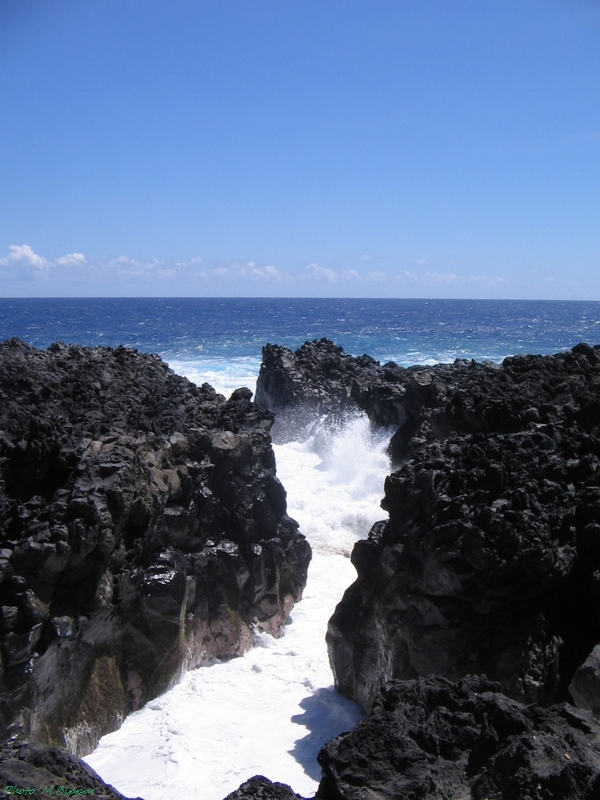
Le Gouffre.